# 贝尔尼约勒
贝尔尼约勒（法語：Bernieulles，法語發音：[bɛʁnjœl]）是法国上法蘭西大區加来海峡省的一个市镇，属于蒙特勒伊区。

## 地理
贝尔尼约勒（50°33'18"N, 1°46'25"E）面积5.74 平方千米，位于法国上法蘭西大區加来海峡省，该省份为法国北部沿海省份，西北濒北海，南至索姆省，东临北部省。
与贝尔尼约勒接壤的市镇（或旧市镇、城区）包括：于贝尔桑、安克桑、隆维利耶、伯桑、科尔蒙。

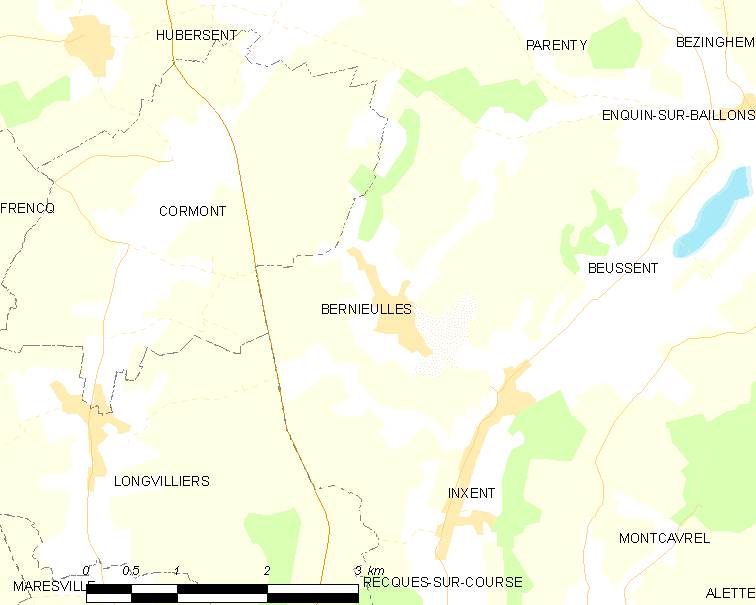
贝尔尼约勒的OSM定位图

贝尔尼约勒的时区为UTC+01:00、UTC+02:00（夏令时）。

## 行政
贝尔尼约勒的邮政编码为62170，INSEE市镇编码为62116。

## 政治
贝尔尼约勒所属的省级选区为贝尔克县。

## 人口

1962-2008年间贝尔尼约勒人口变化图示

贝尔尼约勒于2022年1月1日时的人口数量为165人。